# Gruppo di IC 1788
Il Gruppo di IC 1788 comprende almeno quattro galassie situate nella costellazione della Fornace. La distanza media tra il centro di massa di questo gruppo e la nostra Via Lattea è di circa 160 milioni di anni luce (49,0 Mpc).

## Membri
Le galassie componenti il gruppo, indicate nell'articolo di Garcia del 1993, sono:
| Nome       | Classificazione | Tipo            | RA (J2000.0)  | DEC (J2000.0) | Velocità radiale (km/s) | Magnitudine apparente | Distanza (Mpc) | Dimensioni (kal) |
| ---------- | --------------- | --------------- | ------------- | ------------- | ----------------------- | --------------------- | -------------- | ---------------- |
| NGC 857    | SA0^0?(rs)      | Lenticolare     | 02h 12m 37.0s | -31° 56′ 41″  | 3506 ± 23               | 12,7                  | 48,8 ± 3,4     | 138              |
| IC 1783    | SA(rs)b?        | Spirale         | 02h 10m 06.1s | -32° 56′ 23″  | 3350 ± 29               | 12,5                  | 46,5 ± 3,3     | 127              |
| IC 1788    | SB(s)bc?        | Spirale barrata | 02h 15m 49.9s | -31° 12′ 04″  | 3521 ± 8                | 11,6                  | 49,1 ± 3,4     | 197              |
| ESO 415-10 | SB(s)           | Spirale barrata | 02h 14m 12.9s | -31° 08′ 58″  | 3688 ± 10               | 14,8                  | 51,5 ± 3,6     | 97               |

Il sito DeepskyLog permette di trovare agevolmente le costellazioni in cui si trovano le galassie; in alternativa si possono utilizzare le coordinate delle galassie per individuarle. Se non altrimenti indicato, le coordinate sono quelle fornite dal sito NASA/IPAC (National Aeronautics and Space Administration / Infrared Processing and Analysis Center).